# The Lizzie Borden Chronicles
Lizzie Borden a-t-elle tué ses parents ?
The Lizzie Borden Chronicles est une mini-série télévisée américaine en huit épisodes de 42 minutes développée par Gregory Small et Richard Blaney, et diffusée entre le 5 avril et le 24 mai 2015 sur Lifetime.
Elle fait suite au téléfilm Lizzie Borden a-t-elle tué ses parents ? réalisé par Nick Gomez en 2014 et s'inspire de l'histoire de Lizzie Borden, la principale suspecte d'une affaire judiciaire autour du double meurtre à la hache de son père et de sa belle-mère en 1892 à Fall River aux États-Unis.
Néanmoins, alors que le téléfilm mélangeait faits-réels et fiction, la mini-série est quasi entièrement une œuvre de fiction. C'est également une œuvre spéculative, la culpabilité de Lizzie Borden n'ayant jamais été prouvée. Elle se déroule avant la fin du téléfilm, plus précisément entre la fin du procès de Lizzie et le départ de sa sœur, Emma.
En France, elle a été mise en ligne dans le courant de l'année 2017 sur le service Netflix et en Belgique, en 2020 sur le service RTL Play. Elle reste inédite dans les autres pays francophones.

## Synopsis
En 1893, quatre mois après son procès, Lizzie Borden tente de commencer une nouvelle vie avec sa sœur Emma. Bien qu'elle ait été acquittée pour le meurtre à la hache de son père et de sa belle-mère, Lizzie est une paria à Fall River, sa réputation est ruinée et elle connait de fortes difficultés financières.
Parallèlement, Charlie Siringo, un détective de la Pinkerton National Detective Agency, commence à enquêter sur elle.

## Distribution

### Acteurs principaux
- Christina Ricci (VFB : Alice Ley) : Lizzie Borden
- Clea DuVall (VFB : Carole Baillien) : Emma Borden
- Cole Hauser : Charlie Siringo

### Acteurs récurrents
- Olivia Llewellyn (en) (VFB : Fanny Dreiss) : Isabel Danforth
- John Ralston (VFB : Franck Dacquin) : Ezekiel Danforth
- Dylan Taylor : Leslie Trotwood
- Bradley Stryker : Skipjack
- Jeff Wincott (en) (VFB : Jean-Michel Vovk) : Marshal Hilliard
- Jessy Schram : Nance O'Keefe
- Rhys Coiro : Chester Phipps
- Adrian G. Griffiths : Fredrick Lowell
- Chris Bauer : Tom Horn
- Matthew Le Nevez : Bat Masterson

### Acteurs invités
- John Heard : William Almy
- Andrew Howard : William Borden
- Michael Ironside : Warren Stark
- Kimberly-Sue Murray : Adele
- Jonathan Banks : Mr Flowers
- Frank Chiesurin : Spencer Cavanaugh
- Ronan Vibert : Dr Vose
- Michelle Fairley : Aideen Trotwood

## Production

### Développement
En octobre 2014, Lifetime annonce la commande d'une mini-série faisant suite au téléfilm Lizzie Borden a-t-elle tué ses parents ?, satisfaite des audiences de ce dernier. Le projet est alors intitulé Lizzie Borden: The Fall River Chronicles et devrait prendre place après le procès de Lizzie. Les retours de Christina Ricci et Clea DuVall dans les rôles des sœurs Borden est également confirmé.
Un premier extrait de la mini-série est dévoilé lors de la diffusion de la seconde partie de La Fille du désert, annonçant sa diffusion pour 2015. Rebaptisée The Lizzie Borden Chronicles, la mini-série devait à l'origine contenir uniquement six épisodes avant que la chaîne ne décide d'en commander deux supplémentaires.
En juin 2015, alors que la possibilité de transformer la mini-série en série régulière est évoquée par plusieurs sites spécialisé, Lifetime confirme ne pas vouloir aller plus loin et conserver le format de mini-série.

### Distribution des rôles
Lors de l'annonce du projet, les retours de Christina Ricci et Clea DuVall dans les rôles des sœurs Borden sont confirmés.
Par la suite, la production dévoile avoir signé l'acteur Cole Hauser pour le rôle de Charlie Siringo, un détective de Pinkerton National Detective Agency ayant réellement existé et connu pour avoir enquêté sur plusieurs affaires. Néanmoins, il n'a jamais enquêté sur l'affaire Borden.

### Tournage
Le tournage de la mini-série s'est déroulé en Nouvelle-Écosse au Canada, utilisant une grande partie des décors de la municipalité d'Halifax.

## Épisodes
1. L'Affaire Borden (Acts of Borden)
2. Mécène (Patron of the Arts)
3. Flowers (Flowers)
4. Bienvenue à Maplecroft (Welcome to Maplecroft)
5. Où est le cadavre ? (Cold Storage)
6. Le Fugitif (Fugitive Kind)
7. Les Sœurs Grimke (The Sisters Grimke)
8. Naufrage (Capsize)

## Accueil

### Audiences
| Saisons    | Diffusion      | Nombre d'épisodes | Lancement    | Lancement       | Final       | Final           | Téléspectateurs (en moyenne) |
| Saisons    | Diffusion      | Nombre d'épisodes | Date         | Téléspectateurs | Date        | Téléspectateurs | Téléspectateurs (en moyenne) |
| ---------- | -------------- | ----------------- | ------------ | --------------- | ----------- | --------------- | ---------------------------- |
| Mini-série | dimanche, 22 h | 8                 | 5 avril 2015 | 1,14 million    | 24 mai 2015 | 70 500          | 82 000                       |

### Critiques
Comme le téléfilm, la mini-série a divisé la critique. Sur le site agrégateur de critiques Rotten Tomatoes, elle recueille 50 % de critiques positives, avec une note moyenne de 5,08/10 sur la base de 12 critiques collectées.
Sur le site Metacritic, elle obtient un score de 52/100 sur la base de 8 critiques collectées.

## Distinctions
Sauf indication contraire, les informations mentionnées dans cette section peuvent être confirmées par la base de données cinématographiques IMDb,  présente dans la section « Liens externes ».

### Nominations
- Screen Actors Guild Awards 2016 : Meilleure actrice dans une mini-série ou un téléfilm pour Christina Ricci
- Young Entertainer Awards 2016 : Meilleur jeune acteur secondaire dans une mini-série ou un téléfilm pour Matt Tolton
- CSC Awards 2016 : Meilleure photographie dans une série télévisée dramatique